# چریوموشسکی
چریوموشسکی (به لاتین: Cheryomushsky) یک منطقهٔ مسکونی در روسیه است که در استان آرخانگلسک واقع شده‌است.